# Svenstorp, Skurups kommun
Svenstorp är kyrkbyn i Svenstorps socken i Skurups kommun i Skåne belägen söder om Näsbyholmssjön och sydväst om Skurup.
Här ligger Svenstorps kyrka.